# Dětská lesní naučná stezka Sedmihorky
Dětská lesní naučná stezka Sedmihorky je naučná stezka v Českém ráji, která vede okolím Sedmihorek. Jak už název napovídá, je určena především pro děti. Její celková délka je 3 km a na návštěvníky na ní čeká celkem 17 zastavení. Otevřena byla v roce 2005 k 50. výročí CHKO Český ráj.

## Vedení trasy
Tato naučná stezka nemá pevně stanovený začátek, nicméně jako nejlepší východiště se doporučuje Autocamp Sedmihorky. Stezka jej v podstatě celý obchází a kousek za ním se napojuje na místní účelovou komunikace, která zároveň tvoří hranici mezi PR Bažantník a PR Hruboskalsko. Tato komunikace je přivede k silničce nedaleko Pilského rybníka, kde NS odbočuje vpravo a okolo parkoviště pokračuje po místní komunikaci ke Smíchousově rybníku. Komunikace pokračuje na hrad Valdštejn, naučná stezka ovšem zahýbá doleva a spolu s NS Hruboskalsko a modrou turistickou značkou míří oblastí sedmihorských pramenů k Lázním Sedmihorky. Tato naučná stezka pak pokračuje po silničce k rybníku Bažantník, který obchází a končí opět v areálu autokempu.